# Lista över fornlämningar i Habo kommun
Lista över fornlämningar i Habo kommun är en förteckning av ett urval av de fornlämningar som finns i Habo kommun.

## Brandstorp
| Namn            | Lämningstyp      | Tillkomsttid | Historisk indelning       | Plats | Läge                 | ID-nr          | Bild                                 |
| --------------- | ---------------- | ------------ | ------------------------- | ----- | -------------------- | -------------- | ------------------------------------ |
| Brandstorp 5:1  | Stensättning     |              | Brandstorp, Västergötland |       | 58.047238, 14.169712 | 10186100050001 | Ladda upp en bild av detta fornminne |
| Brandstorp 7:1  | Stensättning     |              | Brandstorp, Västergötland |       | 58.064766, 14.183348 | 10186100070001 | Ladda upp en bild av detta fornminne |
| Brandstorp 11:1 | Stensättning     |              | Brandstorp, Västergötland |       | 58.090275, 14.190265 | 10186100110001 | Ladda upp en bild av detta fornminne |
| Brandstorp 11:2 | Stensättning     |              | Brandstorp, Västergötland |       | 58.090367, 14.189943 | 10186100110002 | Ladda upp en bild av detta fornminne |
| Brandstorp 47:1 | Begravningsplats |              | Brandstorp, Västergötland |       | 58.026014, 14.121344 | 10186100470001 | Ladda upp en bild av detta fornminne |

## Gustav Adolf
| Namn              | Lämningstyp  | Tillkomsttid | Historisk indelning         | Plats | Läge                 | ID-nr          | Bild                                 |
| ----------------- | ------------ | ------------ | --------------------------- | ----- | -------------------- | -------------- | ------------------------------------ |
| Gustav Adolf 3:1  | Stenkrets    |              | Gustav Adolf, Västergötland |       | 57.945065, 14.055136 | 10191200030001 | Ladda upp en bild av detta fornminne |
| Gustav Adolf 3:2  | Stensättning |              | Gustav Adolf, Västergötland |       | 57.944968, 14.054859 | 10191200030002 | Ladda upp en bild av detta fornminne |
| Gustav Adolf 5:1  | Stenkrets    |              | Gustav Adolf, Västergötland |       | 57.969191, 14.087619 | 10191200050001 | Ladda upp en bild av detta fornminne |
| Gustav Adolf 5:2  | Stenkrets    |              | Gustav Adolf, Västergötland |       | 57.969195, 14.087910 | 10191200050002 | Ladda upp en bild av detta fornminne |
| Gustav Adolf 13:1 | Gravfält     |              | Gustav Adolf, Västergötland |       | 57.947052, 14.029642 | 10191200130001 | Ladda upp en bild av detta fornminne |

## Habo
| Namn                    | Lämningstyp                 | Tillkomsttid | Historisk indelning | Plats | Läge                 | ID-nr          | Bild                                 |
| ----------------------- | --------------------------- | ------------ | ------------------- | ----- | -------------------- | -------------- | ------------------------------------ |
| Habo 3:1                | Stensättning                |              | Habo, Västergötland |       | 57.888768, 14.065138 | 10191800030001 | Ladda upp en bild av detta fornminne |
| Habo 4:1                | Stenkrets                   |              | Habo, Västergötland |       | 57.885747, 14.053327 | 10191800040001 | Ladda upp en bild av detta fornminne |
| Habo 4:2                | Stenkrets                   |              | Habo, Västergötland |       | 57.885759, 14.053589 | 10191800040002 | Ladda upp en bild av detta fornminne |
| Habo 4:3                | Stenkrets                   |              | Habo, Västergötland |       | 57.885725, 14.053785 | 10191800040003 | Ladda upp en bild av detta fornminne |
| Habo 4:4                | Stenkrets                   |              | Habo, Västergötland |       | 57.885763, 14.053953 | 10191800040004 | Ladda upp en bild av detta fornminne |
| Habo 5:1                | Gravfält                    |              | Habo, Västergötland |       | 57.886370, 14.057343 | 10191800050001 | Ladda upp en bild av detta fornminne |
| Habo 9:1                | Stenkrets                   |              | Habo, Västergötland |       | 57.878520, 13.962450 | 10191800090001 | Ladda upp en bild av detta fornminne |
| Habo 9:2                | Stenkrets                   |              | Habo, Västergötland |       | 57.878348, 13.962653 | 10191800090002 | Ladda upp en bild av detta fornminne |
| Habo 9:3                | Stenkrets                   |              | Habo, Västergötland |       | 57.878339, 13.962349 | 10191800090003 | Ladda upp en bild av detta fornminne |
| Habo 10:1               | Stenkrets                   |              | Habo, Västergötland |       | 57.879955, 13.952755 | 10191800100001 | Ladda upp en bild av detta fornminne |
| Habo 10:2               | Grav markerad av sten/block |              | Habo, Västergötland |       | 57.879900, 13.953003 | 10191800100002 | Ladda upp en bild av detta fornminne |
| Habo 10:3               | Stensättning                |              | Habo, Västergötland |       | 57.879795, 13.952092 | 10191800100003 | Ladda upp en bild av detta fornminne |
| Mariastenen (Habo 11:1) | Grav markerad av sten/block |              | Habo, Västergötland |       | 57.864865, 13.958952 | 10191800110001 | Ladda upp en bild av detta fornminne |
| Habo 12:1               | Röse                        |              | Habo, Västergötland |       | 57.848159, 13.980141 | 10191800120001 | Ladda upp en bild av detta fornminne |
| Habo 13:1               | Stenkrets                   |              | Habo, Västergötland |       | 57.847738, 13.984557 | 10191800130001 | Ladda upp en bild av detta fornminne |
| Habo 13:2               | Stenkrets                   |              | Habo, Västergötland |       | 57.847730, 13.984295 | 10191800130002 | Ladda upp en bild av detta fornminne |
| Habo 13:3               | Stenkrets                   |              | Habo, Västergötland |       | 57.847593, 13.984471 | 10191800130003 | Ladda upp en bild av detta fornminne |
| Habo 15:1               | Stensättning                |              | Habo, Västergötland |       | 57.867858, 14.007785 | 10191800150001 | Ladda upp en bild av detta fornminne |
| Habo 15:2               | Stensättning                |              | Habo, Västergötland |       | 57.867737, 14.007808 | 10191800150002 | Ladda upp en bild av detta fornminne |
| Habo 19:1               | Röse                        |              | Habo, Västergötland |       | 57.833976, 13.977174 | 10191800190001 | Ladda upp en bild av detta fornminne |
| Habo 21:1               | Stensättning                |              | Habo, Västergötland |       | 57.831749, 13.978423 | 10191800210001 | Ladda upp en bild av detta fornminne |
| Habo 21:2               | Stenkrets                   |              | Habo, Västergötland |       | 57.831845, 13.978579 | 10191800210002 | Ladda upp en bild av detta fornminne |
| Habo 21:3               | Stenkrets                   |              | Habo, Västergötland |       | 57.831990, 13.978690 | 10191800210003 | Ladda upp en bild av detta fornminne |
| Habo 21:4               | Stenkrets                   |              | Habo, Västergötland |       | 57.831922, 13.978313 | 10191800210004 | Ladda upp en bild av detta fornminne |
| Habo 24:1               | Stensättning                |              | Habo, Västergötland |       | 57.830519, 13.979100 | 10191800240001 | Ladda upp en bild av detta fornminne |
| Habo 25:1               | Gravfält                    |              | Habo, Västergötland |       | 57.889895, 13.945925 | 10191800250001 | Ladda upp en bild av detta fornminne |
| Habo 27:1               | Gravfält                    |              | Habo, Västergötland |       | 57.879332, 13.933714 | 10191800270001 | Ladda upp en bild av detta fornminne |
| Habo 29:1               | Gravfält                    |              | Habo, Västergötland |       | 57.878412, 13.936188 | 10191800290001 | Ladda upp en bild av detta fornminne |
| Habo 30:1               | Stensättning                |              | Habo, Västergötland |       | 57.872205, 13.938960 | 10191800300001 | Ladda upp en bild av detta fornminne |
| Habo 31:1               | Stenkrets                   |              | Habo, Västergötland |       | 57.863617, 13.873495 | 10191800310001 | Ladda upp en bild av detta fornminne |
| Habo 32:1               | Gravfält                    |              | Habo, Västergötland |       | 57.868825, 13.875545 | 10191800320001 | Ladda upp en bild av detta fornminne |
| Habo 34:1               | Stensättning                |              | Habo, Västergötland |       | 57.885788, 13.896340 | 10191800340001 | Ladda upp en bild av detta fornminne |
| Habo 34:2               | Stenkrets                   |              | Habo, Västergötland |       | 57.885836, 13.896626 | 10191800340002 | Ladda upp en bild av detta fornminne |
| Habo 34:3               | Stenkrets                   |              | Habo, Västergötland |       | 57.885885, 13.896894 | 10191800340003 | Ladda upp en bild av detta fornminne |
| Habo 35:1               | Gravfält                    |              | Habo, Västergötland |       | 57.885598, 13.897522 | 10191800350001 | Ladda upp en bild av detta fornminne |
| Habo 36:1               | Stenkrets                   |              | Habo, Västergötland |       | 57.859776, 13.948410 | 10191800360001 | Ladda upp en bild av detta fornminne |
| Habo 37:1               | Gravfält                    |              | Habo, Västergötland |       | 57.855828, 13.951322 | 10191800370001 | Ladda upp en bild av detta fornminne |
| Habo 38:1               | Stensättning                |              | Habo, Västergötland |       | 57.856303, 13.949922 | 10191800380001 | Ladda upp en bild av detta fornminne |
| Habo 44:1               | Gravfält                    |              | Habo, Västergötland |       | 57.901044, 14.061788 | 10191800440001 | Ladda upp en bild av detta fornminne |
| Habo 47:1               | Stensättning                |              | Habo, Västergötland |       | 57.913526, 14.048428 | 10191800470001 | Ladda upp en bild av detta fornminne |
| Habo 47:2               | Stensättning                |              | Habo, Västergötland |       | 57.913515, 14.048679 | 10191800470002 | Ladda upp en bild av detta fornminne |
| Habo 48:1               | Hög                         |              | Habo, Västergötland |       | 57.892463, 14.046121 | 10191800480001 | Ladda upp en bild av detta fornminne |
| Habo 49:1               | Stensättning                |              | Habo, Västergötland |       | 57.893394, 14.046092 | 10191800490001 | Ladda upp en bild av detta fornminne |
| Habo 50:1               | Stenkrets                   |              | Habo, Västergötland |       | 57.892796, 14.052197 | 10191800500001 | Ladda upp en bild av detta fornminne |
| Habo 50:2               | Stenkrets                   |              | Habo, Västergötland |       | 57.892679, 14.051972 | 10191800500002 | Ladda upp en bild av detta fornminne |
| Habo 51:1               | Stenkrets                   |              | Habo, Västergötland |       | 57.898875, 14.005842 | 10191800510001 | Ladda upp en bild av detta fornminne |
| Habo 52:1               | Stenkrets                   |              | Habo, Västergötland |       | 57.894363, 14.020007 | 10191800520001 | Ladda upp en bild av detta fornminne |
| Habo 52:2               | Stenkrets                   |              | Habo, Västergötland |       | 57.894246, 14.020061 | 10191800520002 | Ladda upp en bild av detta fornminne |
| Habo 53:1               | Stenkrets                   |              | Habo, Västergötland |       | 57.899617, 14.006332 | 10191800530001 | Ladda upp en bild av detta fornminne |
| Habo 53:3               | Grav markerad av sten/block |              | Habo, Västergötland |       | 57.899556, 14.005600 | 10191800530003 | Ladda upp en bild av detta fornminne |
| Habo 54:1               | Stenkrets                   |              | Habo, Västergötland |       | 57.918043, 14.003169 | 10191800540001 | Ladda upp en bild av detta fornminne |
| Habo 54:2               | Stenkrets                   |              | Habo, Västergötland |       | 57.918112, 14.002911 | 10191800540002 | Ladda upp en bild av detta fornminne |
| Habo 54:3               | Stenkrets                   |              | Habo, Västergötland |       | 57.918037, 14.002663 | 10191800540003 | Ladda upp en bild av detta fornminne |
| Habo 56:1               | Stenkrets                   |              | Habo, Västergötland |       | 57.915309, 14.014516 | 10191800560001 | Ladda upp en bild av detta fornminne |
| Habo 56:2               | Stensättning                |              | Habo, Västergötland |       | 57.915413, 14.015056 | 10191800560002 | Ladda upp en bild av detta fornminne |
| Habo 57:1               | Stensättning                |              | Habo, Västergötland |       | 57.913341, 13.920718 | 10191800570001 | Ladda upp en bild av detta fornminne |
| Habo 60:1               | Stensättning                |              | Habo, Västergötland |       | 57.909902, 13.915942 | 10191800600001 | Ladda upp en bild av detta fornminne |
| Habo 61:1               | Stenkrets                   |              | Habo, Västergötland |       | 57.896981, 13.932259 | 10191800610001 | Ladda upp en bild av detta fornminne |
| Habo 61:2               | Stenkrets                   |              | Habo, Västergötland |       | 57.897016, 13.932007 | 10191800610002 | Ladda upp en bild av detta fornminne |
| Habo 61:3               | Stenkrets                   |              | Habo, Västergötland |       | 57.897003, 13.931802 | 10191800610003 | Ladda upp en bild av detta fornminne |
| Habo 62:1               | Gravfält                    |              | Habo, Västergötland |       | 57.922029, 14.033970 | 10191800620001 | Ladda upp en bild av detta fornminne |
| Habo 63:1               | Stenkrets                   |              | Habo, Västergötland |       | 57.922158, 14.032594 | 10191800630001 | Ladda upp en bild av detta fornminne |
| Habo 63:2               | Stensättning                |              | Habo, Västergötland |       | 57.922278, 14.032600 | 10191800630002 | Ladda upp en bild av detta fornminne |
| Habo 63:3               | Stensättning                |              | Habo, Västergötland |       | 57.922273, 14.032188 | 10191800630003 | Ladda upp en bild av detta fornminne |
| Habo 64:1               | Stenkrets                   |              | Habo, Västergötland |       | 57.922530, 14.030761 | 10191800640001 | Ladda upp en bild av detta fornminne |
| Habo 65:1               | Gravfält                    |              | Habo, Västergötland |       | 57.931841, 14.035826 | 10191800650001 | Ladda upp en bild av detta fornminne |
| Habo 66:1               | Gravfält                    |              | Habo, Västergötland |       | 57.928916, 14.029059 | 10191800660001 | Ladda upp en bild av detta fornminne |
| Habo 71:1               | Stensättning                |              | Habo, Västergötland |       | 57.928514, 13.966156 | 10191800710001 | Ladda upp en bild av detta fornminne |
| Habo 73:1               | Gravfält                    |              | Habo, Västergötland |       | 57.918193, 13.972484 | 10191800730001 | Ladda upp en bild av detta fornminne |
| Habo 75:1               | Stenkrets                   |              | Habo, Västergötland |       | 57.891294, 13.959428 | 10191800750001 | Ladda upp en bild av detta fornminne |
| Habo 75:2               | Stensättning                |              | Habo, Västergötland |       | 57.891395, 13.959540 | 10191800750002 | Ladda upp en bild av detta fornminne |
| Habo 76:1               | Stenkrets                   |              | Habo, Västergötland |       | 57.917005, 14.067009 | 10191800760001 | Ladda upp en bild av detta fornminne |
| Habo 77:1               | Minnesmärke                 |              | Habo, Västergötland |       | 57.923275, 14.096983 | 10191800770001 | Ladda upp en bild av detta fornminne |
| Habo 80:1               | Stenkrets                   |              | Habo, Västergötland |       | 57.928411, 14.039291 | 10191800800001 | Ladda upp en bild av detta fornminne |
| Habo 81:1               | Röse                        |              | Habo, Västergötland |       | 57.938928, 13.952743 | 10191800810001 | Ladda upp en bild av detta fornminne |
| Habo 81:2               | Grav markerad av sten/block |              | Habo, Västergötland |       | 57.938650, 13.952171 | 10191800810002 | Ladda upp en bild av detta fornminne |
| Habo 113:1              | Stensättning                |              | Habo, Västergötland |       | 57.942752, 13.943086 | 10191801130001 | Ladda upp en bild av detta fornminne |
| Habo 143:1              | Stenkrets                   |              | Habo, Västergötland |       | 57.925701, 13.993634 | 10191801430001 | Ladda upp en bild av detta fornminne |
| Habo 159:1              | Stensättning                |              | Habo, Västergötland |       | 57.896242, 13.880746 | 10191801590001 | Ladda upp en bild av detta fornminne |
| Habo 159:2              | Stenkrets                   |              | Habo, Västergötland |       | 57.896134, 13.880642 | 10191801590002 | Ladda upp en bild av detta fornminne |
| Habo 159:3              | Stenkrets                   |              | Habo, Västergötland |       | 57.896264, 13.880403 | 10191801590003 | Ladda upp en bild av detta fornminne |
| Habo 159:4              | Stensättning                |              | Habo, Västergötland |       | 57.896216, 13.880980 | 10191801590004 | Ladda upp en bild av detta fornminne |
| Habo 180:1              | Stensättning                |              | Habo, Västergötland |       | 57.872909, 14.023961 | 10191801800001 | Ladda upp en bild av detta fornminne |
| Habo 190:1              | Gravfält                    |              | Habo, Västergötland |       | 57.874387, 13.980660 | 10191801900001 | Ladda upp en bild av detta fornminne |
| Habo 194:1              | Gravfält                    |              | Habo, Västergötland |       | 57.919085, 14.084481 | 10191801940001 | Ladda upp en bild av detta fornminne |
| Habo 198:1              | Gravfält                    |              | Habo, Västergötland |       | 57.897865, 14.062895 | 10191801980001 | Ladda upp en bild av detta fornminne |
| Habo 199:1              | Stensättning                |              | Habo, Västergötland |       | 57.927322, 14.102513 | 10191801990001 | Ladda upp en bild av detta fornminne |
| Habo 200:1              | Stensättning                |              | Habo, Västergötland |       | 57.927416, 14.104497 | 10191802000001 | Ladda upp en bild av detta fornminne |
| Habo 201:1              | Stensättning                |              | Habo, Västergötland |       | 57.926513, 14.101979 | 10191802010001 | Ladda upp en bild av detta fornminne |
| Habo 202:1              | Stensättning                |              | Habo, Västergötland |       | 57.927306, 14.101258 | 10191802020001 | Ladda upp en bild av detta fornminne |
| Habo 203:1              | Stensättning                |              | Habo, Västergötland |       | 57.926895, 14.098161 | 10191802030001 | Ladda upp en bild av detta fornminne |
| Habo 204:1              | Stensättning                |              | Habo, Västergötland |       | 57.926598, 14.096775 | 10191802040001 | Ladda upp en bild av detta fornminne |
| Habo 204:2              | Stensättning                |              | Habo, Västergötland |       | 57.926118, 14.095600 | 10191802040002 | Ladda upp en bild av detta fornminne |
| Habo 204:3              | Stensättning                |              | Habo, Västergötland |       | 57.925870, 14.094639 | 10191802040003 | Ladda upp en bild av detta fornminne |
| Habo 224:1              | Stensättning                |              | Habo, Västergötland |       | 57.863151, 13.890278 | 10191802240001 | Ladda upp en bild av detta fornminne |
| Habo 224:2              | Stenkrets                   |              | Habo, Västergötland |       | 57.863087, 13.890362 | 10191802240002 | Ladda upp en bild av detta fornminne |
| Habo 224:3              | Stenkrets                   |              | Habo, Västergötland |       | 57.863222, 13.890218 | 10191802240003 | Ladda upp en bild av detta fornminne |
| Maden (Habo 225:1)      | Stensättning                |              | Habo, Västergötland |       | 57.857386, 13.909202 | 10191802250001 | Ladda upp en bild av detta fornminne |
| Maden (Habo 225:2)      | Stensättning                |              | Habo, Västergötland |       | 57.857323, 13.908996 | 10191802250002 | Ladda upp en bild av detta fornminne |
| Maden (Habo 225:3)      | Stensättning                |              | Habo, Västergötland |       | 57.857118, 13.908866 | 10191802250003 | Ladda upp en bild av detta fornminne |
| Habo 241:2              | Stensättning                |              | Habo, Västergötland |       | 57.845035, 13.979152 | 10191802410002 | Ladda upp en bild av detta fornminne |
| Habo 242:1              | Stensättning                |              | Habo, Västergötland |       | 57.846341, 13.978470 | 10191802420001 | Ladda upp en bild av detta fornminne |
| Habo 243:1              | Röse                        |              | Habo, Västergötland |       | 57.846636, 13.976368 | 10191802430001 | Ladda upp en bild av detta fornminne |
| Habo 245:1              | Stensättning                |              | Habo, Västergötland |       | 57.848328, 13.993454 | 10191802450001 | Ladda upp en bild av detta fornminne |
| Habo 246:1              | Stensättning                |              | Habo, Västergötland |       | 57.848324, 13.990496 | 10191802460001 | Ladda upp en bild av detta fornminne |
| Habo 246:2              | Stensättning                |              | Habo, Västergötland |       | 57.848314, 13.990725 | 10191802460002 | Ladda upp en bild av detta fornminne |
| Habo 246:3              | Stensättning                |              | Habo, Västergötland |       | 57.848374, 13.990198 | 10191802460003 | Ladda upp en bild av detta fornminne |
| Habo 246:4              | Stensättning                |              | Habo, Västergötland |       | 57.848240, 13.990221 | 10191802460004 | Ladda upp en bild av detta fornminne |
| Habo 266:1              | Stensättning                |              | Habo, Västergötland |       | 57.853050, 13.999493 | 10191802660001 | Ladda upp en bild av detta fornminne |
| Habo 266:2              | Stensättning                |              | Habo, Västergötland |       | 57.852929, 13.999482 | 10191802660002 | Ladda upp en bild av detta fornminne |
| Habo 267:1              | Stensättning                |              | Habo, Västergötland |       | 57.887410, 14.058393 | 10191802670001 | Ladda upp en bild av detta fornminne |
| Habo 268:1              | Stensättning                |              | Habo, Västergötland |       | 57.887187, 14.055523 | 10191802680001 | Ladda upp en bild av detta fornminne |
| Habo 318                | Stensättning                |              | Habo, Västergötland |       | 57.888729, 14.065923 | 12000000007525 | Ladda upp en bild av detta fornminne |
| Habo 325                | Gravfält                    |              | Habo, Västergötland |       | 57.896223, 14.064589 | 12000000007560 | Ladda upp en bild av detta fornminne |
| Habo 340                | Stensättning                |              | Habo, Västergötland |       | 57.886926, 14.058271 | 12000000007609 | Ladda upp en bild av detta fornminne |
| Ekelund (Habo 567)      | Lägenhetsbebyggelse         |              | Habo, Västergötland |       | 57.907264, 14.106689 | 12000000081182 | Ladda upp en bild av detta fornminne |
| Skogen (Habo 570)       | Lägenhetsbebyggelse         |              | Habo, Västergötland |       | 57.913039, 14.108862 | 12000000081185 | Ladda upp en bild av detta fornminne |